# Sony Global Solutions

Sony Global Solutions Inc. (яп. ソニーグローバルソリューションズ株式会社, Sonī  Gurōbaru Soryūshonzu Kabushiki-gaisha) — японська  сервісна ІТ-компанія зі штаб-квартирою в Токіо.

## Огляд
Спочатку, у 1988 році, Sony System Designs Inc . була заснована корпорацією Sony. У 2001 році назва компанії змінилася на Sony Information System Solutions Inc. У 2003 році Sony Corporation придбала CIS Inc., після чого Sony Information System Solutions Inc. і CIS Inc. були об'єднані, а назва компанії змінилася на Sony Global Solutions Inc.
Sony Global Solutions відома своєю співпрацею з іншими IT-сервісними компаніями, Accenture, NS Solutions тощо. 

## Дивись також
- Список компаній Японії
- Sony